# Overgang Kempen-Haspengouw
Overgang Kempen-Haspengouw is een Natura 2000-gebied (habitatrichtlijngebied BE2200042) in Vlaanderen. Dit gebied  ligt in Limburg in de gemeenten Bilzen en Zutendaal. 
Er komen zestien Europees beschermde habitats voor in het gebied: blauwgraslanden, eiken-beukenbossen op zure bodems, essen-eikenbossen zonder wilde hyacint, glanshaver- en grote vossenstaartgraslanden, heischrale graslanden en soortenrijke graslanden van zure bodems, jeneverbesstruweel, ondiepe beken en rivieren met goede structuur en watervegetaties, open graslanden op landduinen, oude eiken-berkenbossen op zeer voedselarm zand, slenken en plagplekken op vochtige bodems in de heide, valleibossen, elzenbroekbossen en zachthoutooibossen, vochtige tot natte heide, voedselarme tot matig voedselarme verlandingsvegetaties, voedselarme tot matig voedselarme wateren met droogvallende oevers, voedselrijke, soortenrijke ruigtes langs waterlopen en boszomen.
Er komen vier Europees beschermde soorten voor in het gebied: beekprik, laatvlieger, rosse vleermuis, Spaanse vlag.
Gebieden die deel uitmaken van het Natura 2000-gebied zijn onder andere: taluds van het Albertkanaal bij Kesselt en tussen Eigenbilzen en Veldwezelt,Munsterbos, Roelerbeek, De Hoefaert en Gellikerheide, Munstervallei en Bonijterbos, Bekembeemden, Noterbos, Vallei van de Zutendaalbeek, Hesselsberg, Alvorkuil, Dieleberg, Vallei van de Bezoensbeek.